# Тазијен култура
Тазијен култура је праисторијска култура горњег Египта, која траје од 5100. до 4500/4400. године п. н. е. След горњоегипатских прединастичких и протодинастичких култура започиње Тазијеном, једином неолитском културом у Горњем Египту. Претходи јој хијатус који је раздваја од епипалеолитске културе Тарфијен.
Тазијенска култура је добила име по локалитетима у близини села Деир Таса, између Мостагеде и Бадарија, на источној страни Нила – 350 km јужно од Каира. Носиоци ове културе су гајили јечам и пшеницу, које су млели у посебним жрвњевима.
Тазиен је први пут уочен на око 45 гробова и 16 станишних групација код села Деир Таса као и код других спорадичних налаза у Куав-Матмар области. Ископавања је водио Гај Брантон између 1922. и 1925.

## Тарифиен
Епипалеолитска култура Тарифиен која претходи Тазиену добила је име по локалитету ел Тариф на западној обали Нила између Накаде и Арманта, где је откривена кремена индустрија и фрагменти једноставних керамичких посуда.
Између Арманта и Тебе на западној обали Нила откривено је око 5 локалитета ове културе. Тарифиен се сматра каснијом северном варијантом епипалеолитског комплекса Схамаркиан који је лоциран у западној пустињи. Тарифиан је датован по свему судећи у прву половину 5. миленијума п. н. е. и аналогна је Карунијан култури (фајум Б) доњег Египта.

## Керамика
Керамика је слична Бадарској, карактеристичне су биконичне посуде, дубоке зделе, омање заравњене основе, са зидовима који се сужавају према ободу (каринација), Подела је извршена на:
- Браон керамику која је прављена ручно, грубе површине. Неколико примерака има премаз од сиве глине.
- Сиво-црну керамику која је прављена ручно, са заравњеном површином и са благим вертикалним канелурама.

Најчешће форме су зделе, пехари са урезаним линијама испуњеним белом пастом. Пехари су углавном полирани и декорисани споља и унутар обода. Орнаменти су вертикалне линије и низови троуглова који су могли бити шрафирани или цели испуњени белом бојом.